# Vehículo eléctrico
Un vehículo eléctrico es un vehículo propulsado por uno o más motores eléctricos. Puede alimentarse a través de una fuente externa que suministre energía eléctrica, o bien, pueden ser autónomos al tener instalados baterías, paneles solares, o un generador eléctrico que transforme un combustible en electricidad. Los vehículos eléctricos pueden ser, entre otros, de carretera y ferrocarril, embarcaciones de superficie y submarinas, aviones eléctricos, drones de transporte y naves espaciales eléctricas. La tracción puede ser proporcionada por ruedas o hélices impulsadas por motores rotativos o, en otros casos, utilizar otro tipo de motores no rotativos, tales como los motores lineales, o cualquier otra aplicación producto del electromagnetismo, como es el caso de un tren de levitación magnética.
Entre los principales tipos de uso particular encontramos: automóviles, motocicletas, motonetas, patinetes, bicicletas, entre otros.
La aparición de estos se remonta a mediados del siglo XIX, cuando la electricidad fue el método preferido para impulsar vehículos de motor, brindando un nivel de comodidad y facilidad de operación que no se había logrado con los automóviles con motor de gasolina de la época. Los motores de combustión interna modernos han sido el método de propulsión dominante para vehículos de motor durante más de 100 años, a pesar de que la energía eléctrica se ha mantenido como el método principal de propulsión en otros tipos de vehículos, como trenes y vehículos más pequeños.
En el siglo XXI, los vehículos eléctricos resurgen debido a los desarrollos tecnológicos y a la necesaria transición energética, para alcanzar los objetivos del Acuerdo de París para frenar el cambio climático. Para tal efecto, los países han legislado y desarrollado incentivos gubernamentales con el objetivo de masificación de aumentar la adopción de los vehículos eléctricos.
Las expectativas eran de que la adquisición de vehículos eléctricos pasaran de un 2% a un 22% en 2030. Estas estimaciones se han quedado cortas. En 2021, la Unión Europea decidió aumentar el objetivo a 2030 de reducción de emisiones netas de gases de efecto invernadero, lo que implicaría al menos 30 millones de cero emisiones para 2030, induciendo a que la gran mayoría de fabricantes de automóviles dejen de fabricar coches alimentados por motores de combustión.

## Historia

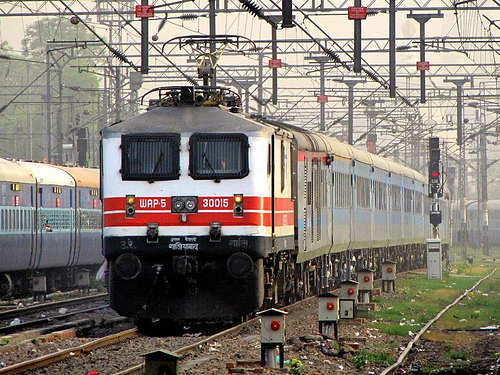
Locomotora eléctrica en India.

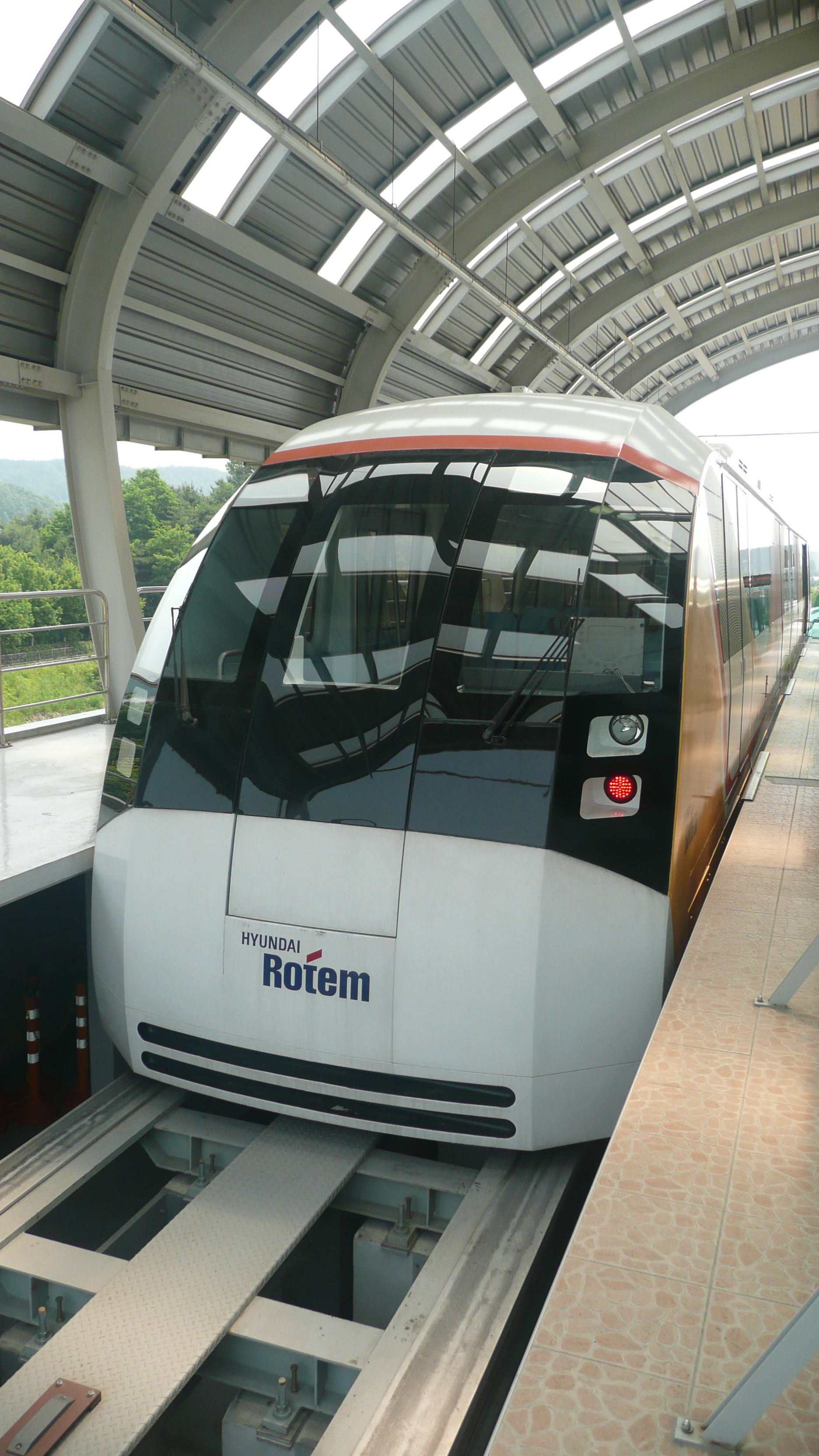
Tren de levitación magnética en Daejeon, Corea del Sur.

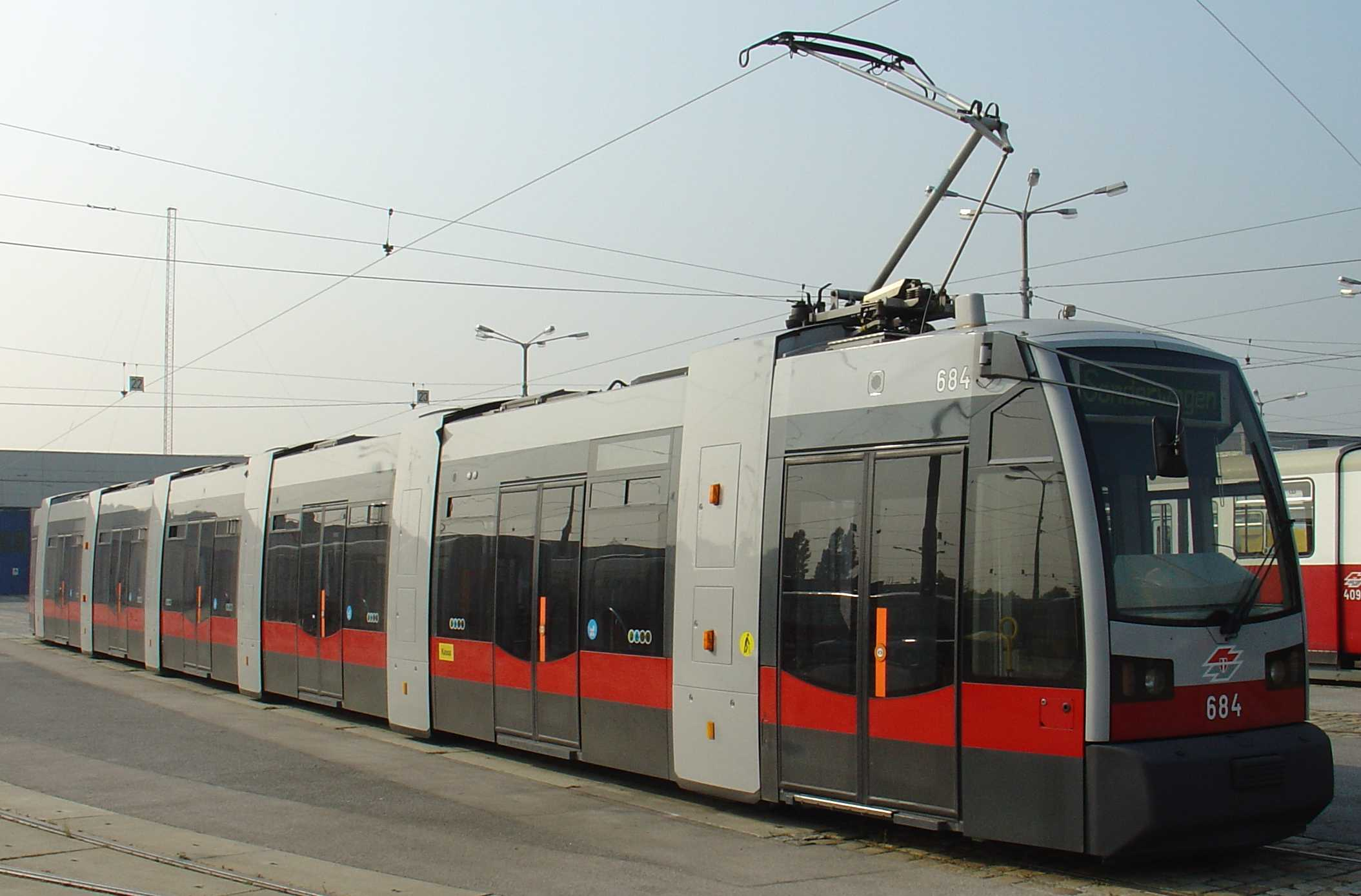
Tranvía en Viena, Austria.

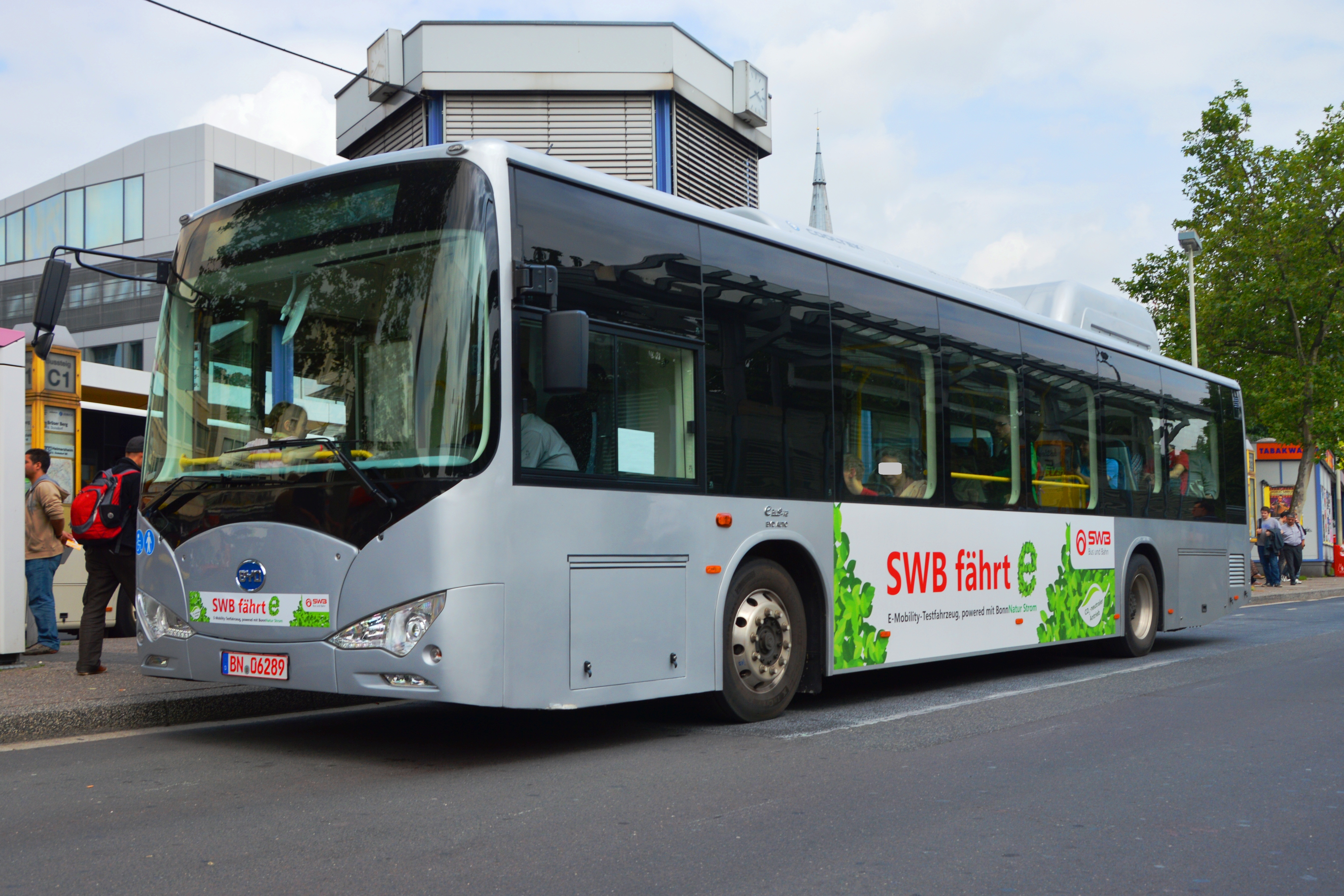
Autobús eléctrico BYD con batería de litio-ferrofosfato en Bonn, Alemania en 2013.

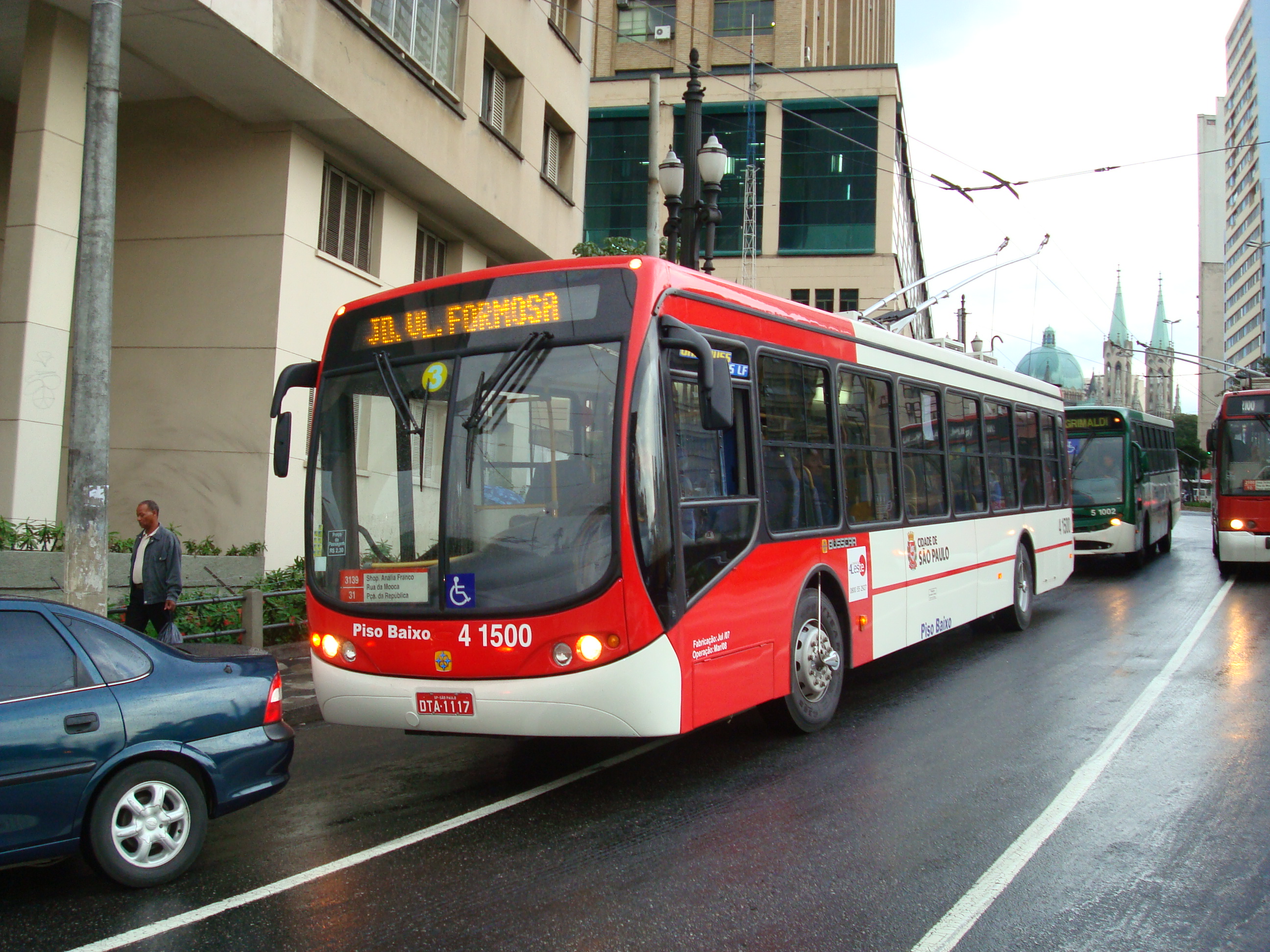
Trolebús de piso bajo 4 1500 en São Paulo, Brasil.

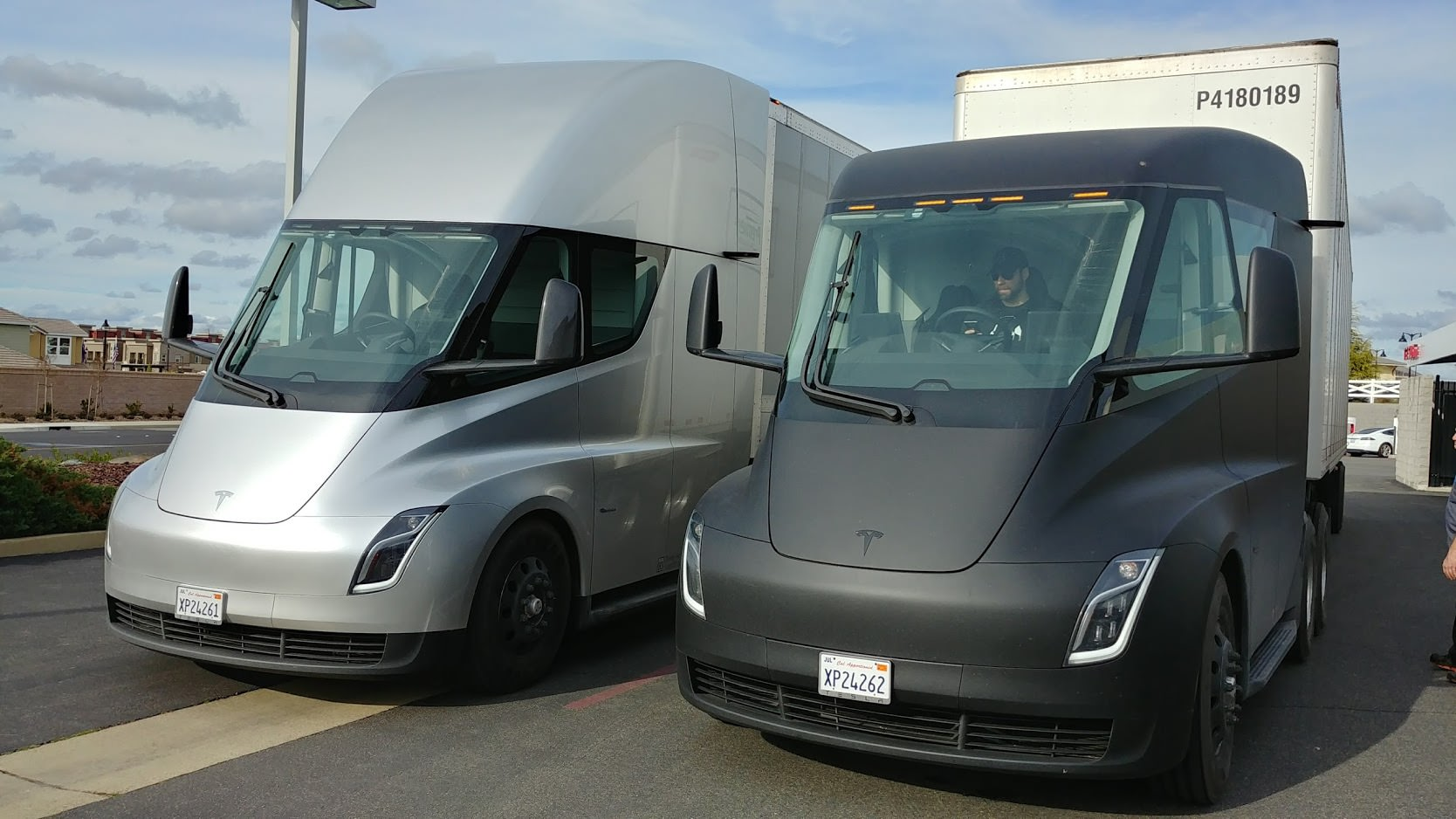
Tesla Semi en Rocklin, California.

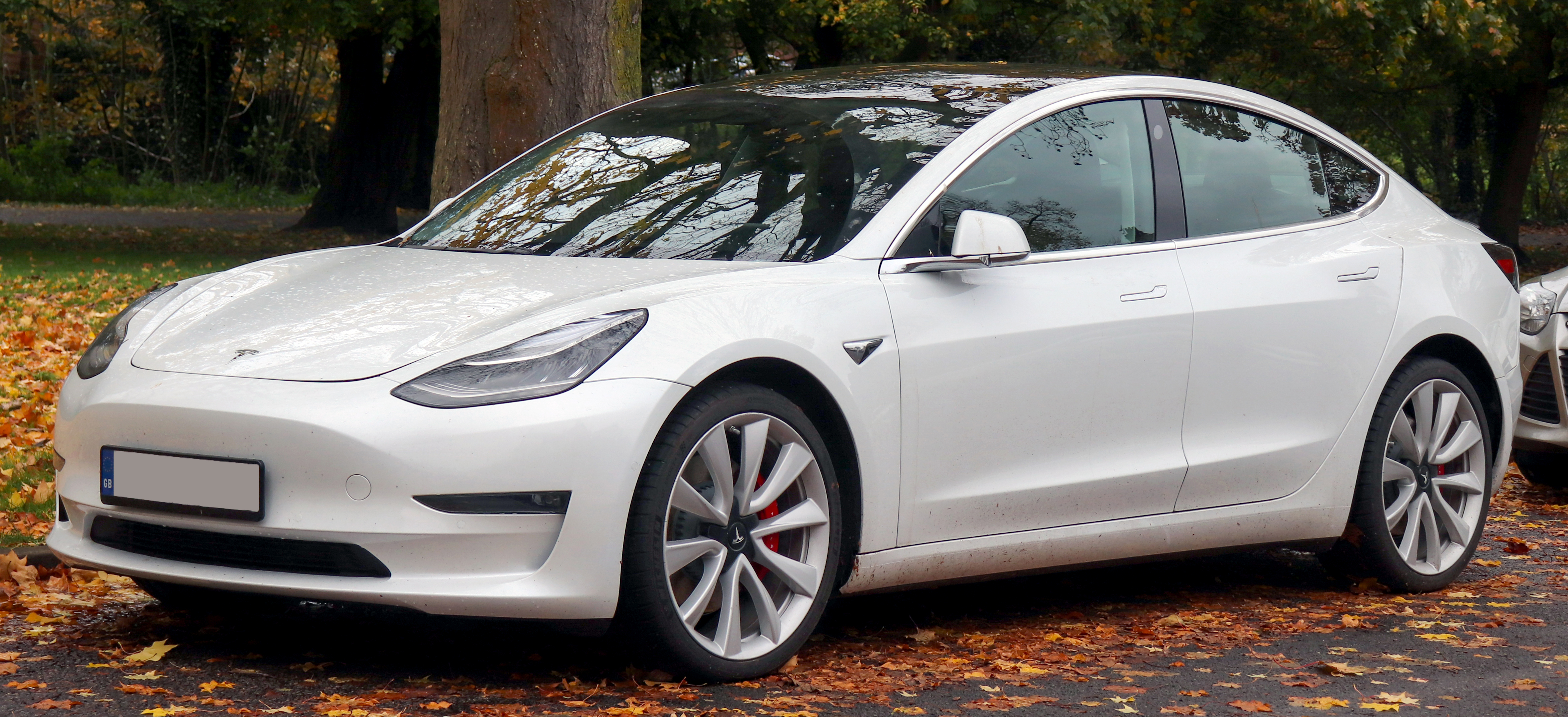
Tesla Model 3, el automóvil eléctrico más vendido en la historia.

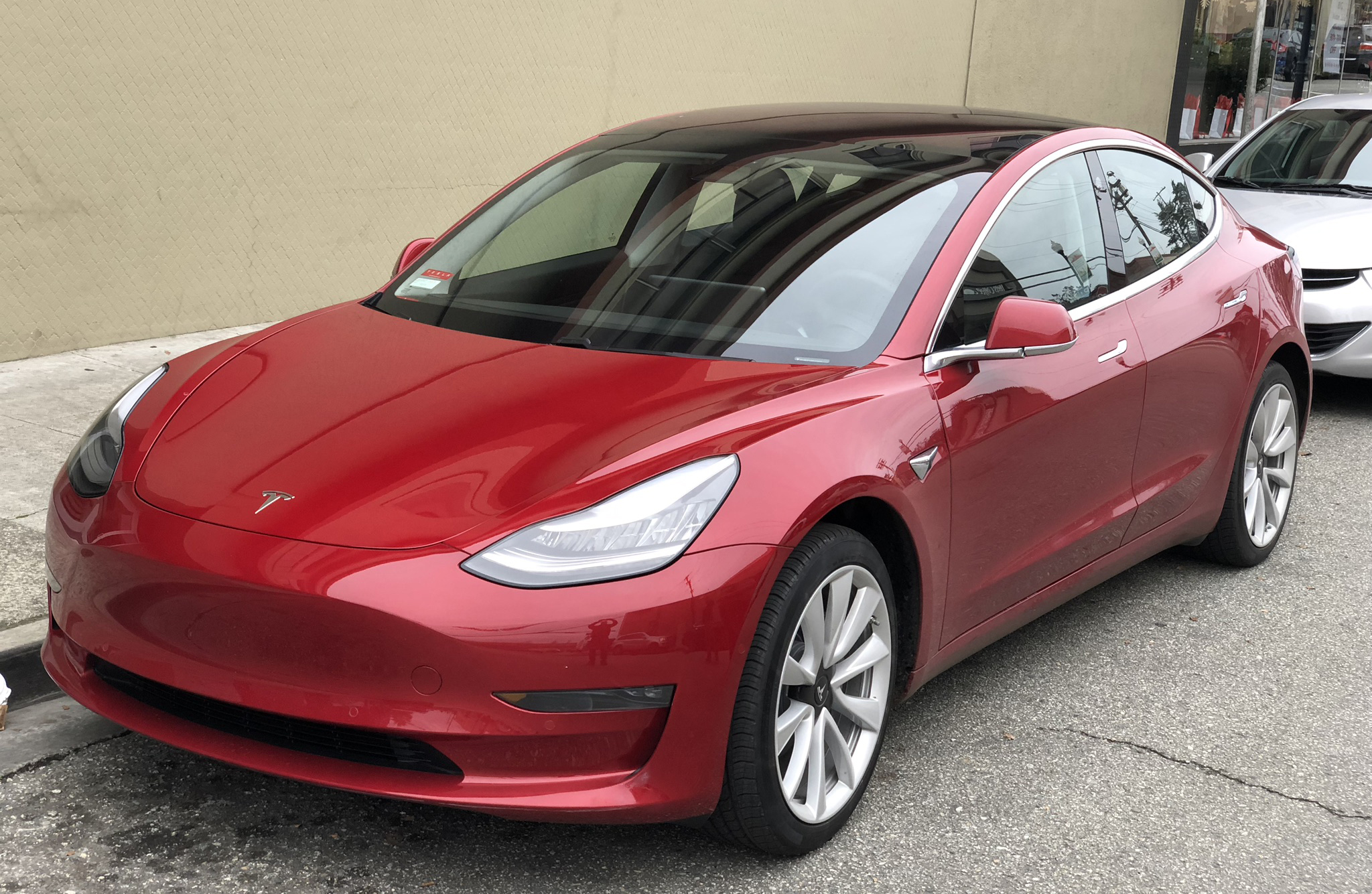
Tesla Model 3 estacionado.

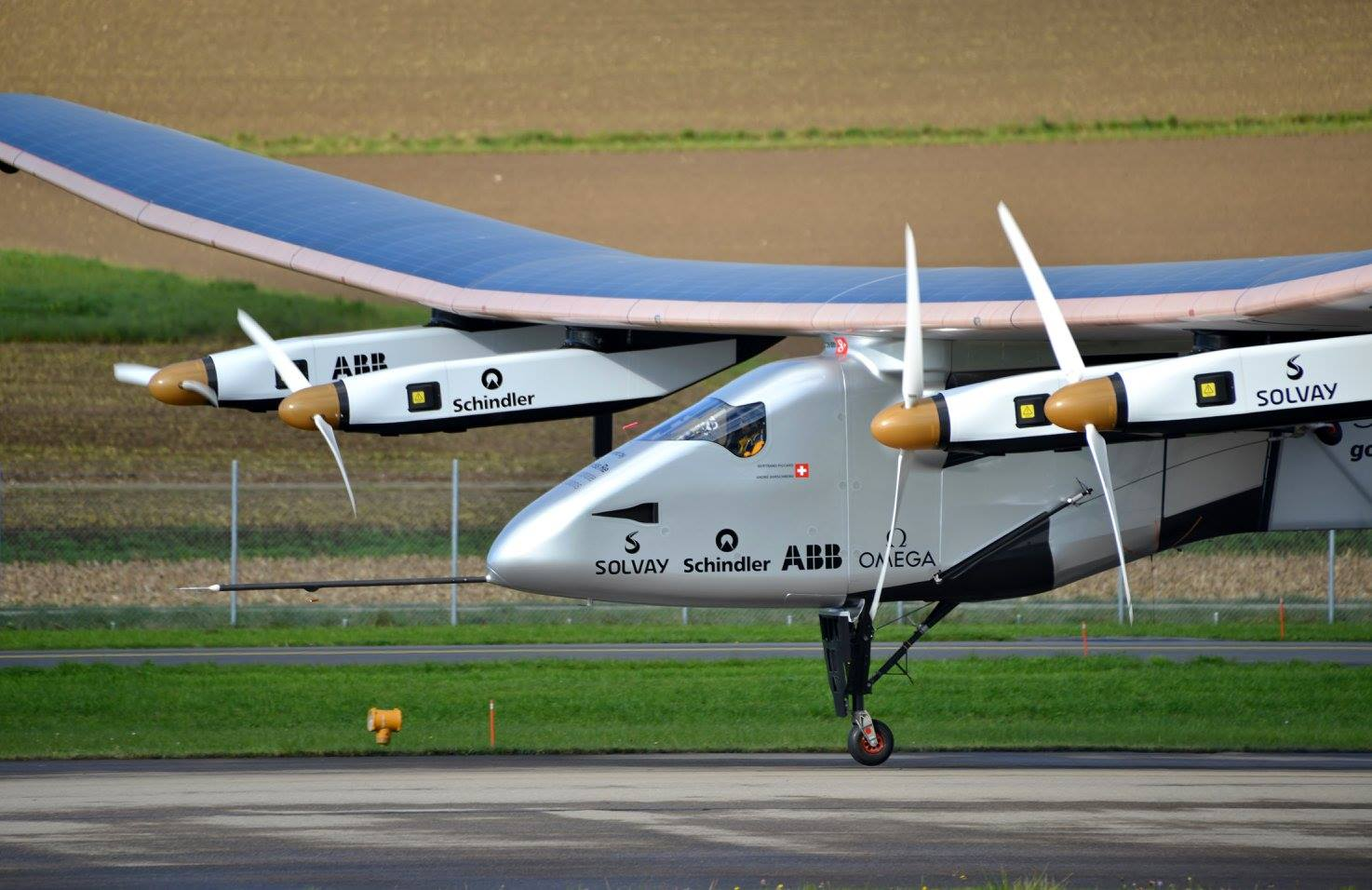
Aeronave eléctrica Solar Impulse SI2 pilotado por Bertrand Piccard en noviembre de 2014.

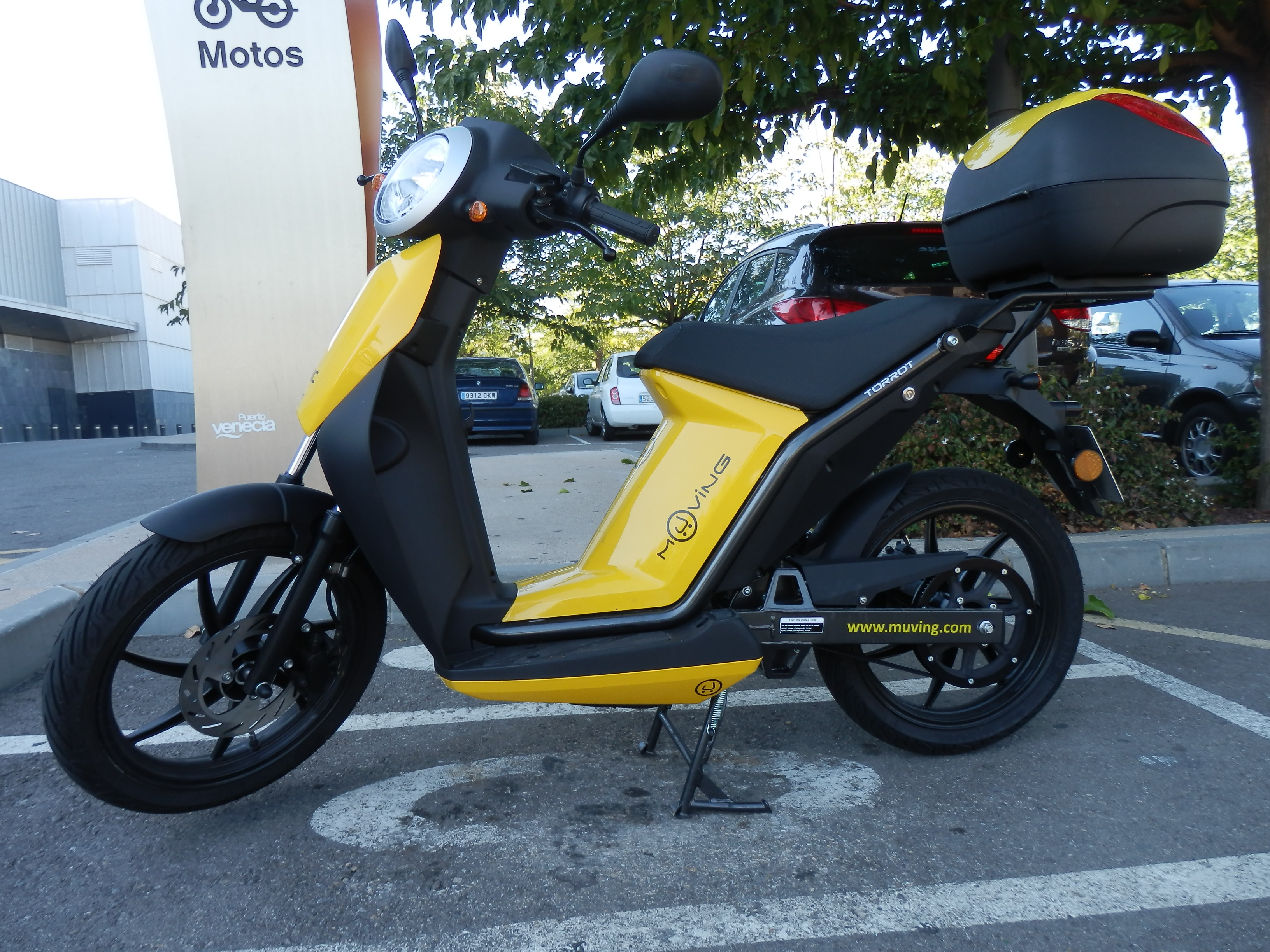
Scooter eléctrica Torrot Muvi.

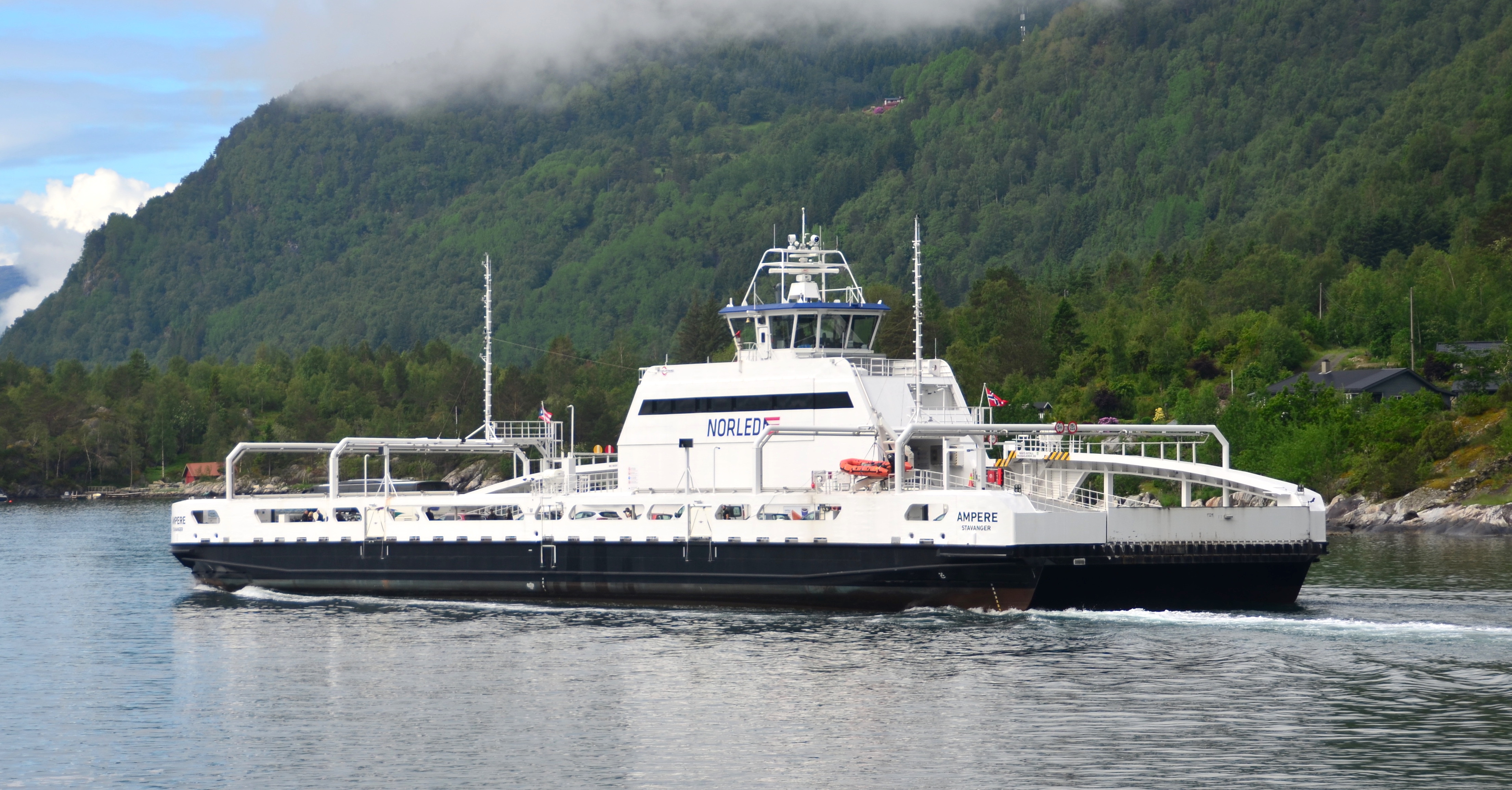
Ferry eléctrico Ampere Sognefjord.

La invención del primer modelo de vehículo eléctrico es atribuida a diferentes personas. En 1828, Ányos Jedlik, un húngaro que inventó un modelo primitivo de motor eléctrico, creó un pequeño coche alimentado por su nuevo motor. En 1834, un herrero de Vermont llamado Thomas Davenport, construyó un artilugio similar que operaba en una pista corta, circular y electrificada. En 1835, el profesor Sibrandus Stratingh de Groningen, Países Bajos y su asistente Christopher Becker, crearon un coche eléctrico a pequeña escala, alimentado por baterías de celdas primarias no recargables.
Por otro lado, la primera locomotora eléctrica fue construida en 1837 por el químico Robert Davidson de Aberdeen, la cual estaba impulsada por una batería de células galvánicas. Davidson después construyó una locomotora más grande llamada Galvani, que se exhibió en la Exposición de la Royal Scottish Society of Arts en 1841. El vehículo, de siete toneladas, tenía dos motores de reluctancia directos, con electroimanes fijos que actuaban sobre barras de hierro conectados a un cilindro de madera en cada eje y conmutadores simples. Arrastró una carga de seis toneladas a cuatro millas por hora durante una distancia de 1,5 millas (2,4 km). Fue probado en el ferrocarril de Edimburgo y Glasgow en septiembre del año siguiente, pero el limitado poder de las baterías impedía su uso general. Fue destruido por los trabajadores ferroviarios, que la vieron como una amenaza a la seguridad de su empleo.
Las baterías recargables que proporcionan un medio viable para el almacenamiento de la electricidad a bordo de un vehículo, no llegaron hasta 1859, con la invención de la batería de plomo y ácido por el físico francés Gaston Planté. Camille Alphonse Faure, otro científico francés, mejoró significativamente el diseño de la batería en 1881. Sus mejoras aumentaron considerablemente la capacidad de las baterías y permitió directamente su fabricación a escala industrial.
El interés en los vehículos de motor aumentó considerablemente en la década de 1890 y principios de 1900. Los taxis eléctricos alimentados por batería se hicieron disponibles a finales del siglo XIX. En Londres, Walter C. Bersey diseñó una flota de tales taxis y los introdujo a las calles de la capital británica en 1897. Pronto fueron apodados "los colibríes", debido a la idiosincrasia de su zumbido característico. En el mismo año, en la ciudad de Nueva York, la Samuel's Electric Carriage and Wagon Company comenzó a utilizar 12 carruajes eléctricos. La compañía funcionó hasta 1898 con hasta 62 cabinas en operación hasta que fue reformada por sus financistas para formar la Electric Vehicle Company.
Después de disfrutar el éxito a comienzos del siglo XX, el coche eléctrico comenzó a perder posiciones en el mercado del automóvil. Una serie de acontecimientos contribuyeron a esta situación. Para la década de 1920, una infraestructura vial mejorada requería de vehículos con un rango mayor que el ofrecido por los coches eléctricos. El descubrimiento en todo el mundo de grandes reservas de petróleo conllevó una amplia disponibilidad de la gasolina, haciendo a estos coches más baratos de operar a través de largas distancias. Los coches eléctricos estaban limitados para el uso urbano por su velocidad lenta, no más de 15 a 20 mph (24 a 32 km/h); y de bajo alcance de 30 a 40 millas (48,3 a 64,4 km), mientras que los coches de gasolina eran capaces de viajar más lejos y más rápido que sus equivalentes eléctricos.
La proliferación de los vehículos eléctricos ha estado habitualmente asociada a crisis y transiciones energéticas que han impulsado la puesta en marcha de políticas de apoyo como el Zero Emission Mandate en California, que obligaba poner eléctricos a disposición del público para poder seguir vendiendo coches; o el sistema de cuotas implantado en China que exige a los fabricantes un porcentaje mínimo de ventas de eléctricos.
A partir del Acuerdo de París, la requerida transición energética, están impulsado activamente leyes que aceleran la transición hacia una movilidad eléctrica con subvenciones y el desarrollo de las infraestructuras y tecnologías necesarias para una puesta en marcha masiva del vehículo eléctrico. En enero de 2022, una conocida marca francesa de vehículos anunció que a partir de 2030 todos sus modelos serán eléctricos.

### Nuevos desarrollos
La aparición de la tecnología semiconductora de metal-óxido MOS llevó al desarrollo de los vehículos eléctricos modernos. El Transistor de efecto de campo metal-óxido-semiconductor inventado por Mohamed Atalla y Dawon Kahng en Bell Labs en 1959, impulsó el desarrollo del MOSFET de potencia por Hitachi en 1969 y al desarrollo del microprocesador por Federico Faggin, Marcian Hoff, Masatoshi Shima y Stanley Mazor en Intel en 1971. El MOSFET de potencia y el microcontrolador, fueron avances significativos en el desarrollo de la tecnología de los vehículos eléctricos. Los convertidores de potencia MOSFET permitieron la operación a frecuencias de  conmutación mucho más altas, haciendo que sean más fáciles de controlar, reducir pérdidas de potencia y reducir precios significativamente, mientras que los microcontroladores podían manejar todos los aspectos del control de la potencia y autonomía de la batería. Otra tecnología importante han sido las baterías de ion de litio, inventadas por John B. Goodenough, Rachid Yazami y Akira Yoshino en la década de 1980, la cual permitió que se desarrollaran vehículos eléctricos capaces de recorrer largas distancias.